# 20481 Sharples
20481 Sharples è un asteroide della fascia principale. Scoperto nel 1999, presenta un'orbita caratterizzata da un semiasse maggiore pari a 2,4019441 UA e da un'eccentricità di 0,1186859, inclinata di 2,92157° rispetto all'eclittica.